# Amigdalina
La amigdalina —del griego clásico ἀμυγδαλή (amygdálē): "almendra"—, también llamada amigdalósido, es un glucósido cianogénico presente en las semillas de varias plantas de la subfamilia  Amygdaloideae, en la familia Rosaceae. La contienen, entre otras, las almendras amargas, las semillas de los albaricoqueros, de los melocotoneros y de los manzanos.  
Tanto la amigdalina como un derivado de su molécula registrado con la marca Laetrile, —escrito también «Laetrilo» y «Laetril»— son anunciados por falsos terapeutas como un tratamiento contra el cáncer, a menudo bajo el nombre incorrecto de «vitamina B17».

## Historia
La amigdalina fue aislada e hidrolizada por primera vez en 1830 por Pierre-Jean Robiquet y Antoine Boutron-Charlard, a partir de un extracto de semillas de almendro amargo, Prunus dulcis var. amara. En 1837 Justus von Liebig y Friedrich Wöhler identificaron sus tres productos de hidrólisis: glucosa, benzaldehído y cianuro de hidrógeno, y nombraron emulsina a la enzima que la hidroliza.

## Química
Estructuralmente, la amigdalina consta de un disacárido, la gentiobiosa, unido a una molécula de mandelonitrilo. La prunasina, que sólo tiene una molécula de glucosa, es su precursor, y esta a su vez es sintetizada por los vegetales a partir del aminoácido aromático fenilalanina. Ambos compuestos son productos comunes en las plantas de la familia Rosaceae, particularmente el género Prunus, pero también en plantas, algunas de ellas alimenticias, de las familias Poaceae —gramíneas—, Fabaceae —leguminosas—, y Euphorbiaceae, como la mandioca, junto con glucósidos de estructura parecida, como la linamarina o la sambunigrina.  En los órganos que la contienen, la amigdalina y las enzimas necesarias para hidrolizarla se almacenan en lugares separados, y sólo se mezclan si se produce un daño tisular. Esto sirve como un medio de defensa pasiva contra los fitófagos.
El contenido de amigdalina en las semillas de los frutales es variable, entre 33 y 54 gramos por cada kg en caso de almendras amargas, 14 gramos por kilo en las de albaricoquero, 6,8 g/Kg en melocotonero, y de 4 a 17,5 g/Kg en las de ciruelo. Las semillas de la manzana contienen una proporción menor, de 3 g/Kg.  
Las almendras dulces también contienen amigdalina, pero en una cantidad muy baja, 0.06 g/Kg de promedio. variable según la variedad y la zona de cultivo. Esto se debe a un gen recesivo llamado Sweet kernal [Sk].
Si se ingiere, la amigdalina es hidrolizada en la boca por las glucosidasas presentes en la saliva, y en el intestino por la β-glucosidasa intestinal (emulsina), escindiéndose en el disacárido gentiobiosa y en L-mandelonitrilo. La gentiobiosa se hidroliza a su vez en glucosa, mientras que el mandelonitrilo se descompone para dar benzaldehído y cianuro de hidrógeno. El benzaldehído es el causante del sabor amargo. El cianuro de hidrógeno en cantidad suficiente —su dosis oral letal está entre 0,6 y 1,5 mg/kg de peso corporal— causa intoxicación por cianuro.
En Europa (y también en otros países) está limitado el nivel de glucósidos cianogénicos en los huesos de albaricoque desde 2017. Esta medida está basada en la opinión de la Autoridad Europea de Seguridad Alimentaria de abril de 2016

## Uso como anticancerígeno
En 1892 se probó en Alemania como fármaco contra el cáncer, pero su uso fue abandonado por inefectivo y por ser demasiado tóxico. En la década de 1920, un médico de cabecera estadounidense llamado Ernst Krebs anunció que un extracto de semillas de albaricoque reducía los tumores en roedores, pero avisó que sus resultados eran impredecibles y su uso peligroso en humanos. Su hijo Ernst T. Krebs rescató la idea en 1950, y hacia los fines de la década de los años 60 y los comienzos de los 70 del siglo XX hubo una gran agitación político-legal, principalmente en el estado de California (Estados Unidos), a causa de la prescripción médica de la vitamina B-17, también conocida como Laetril, para el tratamiento del cáncer.
La ortomedicina lo relacionó inicialmente con la cura del cáncer, con el nombre vitamina B17, pero los estudios han demostrado que carece de efectividad alguna para ello.

## Laetrile

Laetril (CAS n.º 1332-94-1).

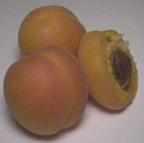
En las semillas del damasco hay aproximadamente de 4 a 5 mg. de amigdalina.

El levomandelonitrilo es un análogo semisintético de la amigdalina. Fue patentado en Estados Unidos bajo la marca Laetrile.
El neocuranderismo lo promueve como un tratamiento eficaz para los tumores cancerígenos, despreciando toda la evidencia que refuta su supuesta efectividad. 
La Colaboración Cochrane determinó en el 2006 lo siguiente:

La tesis que defiende que la Laetrile tiene efectos beneficiosos sobre el cáncer no tiene soporte alguno, con base en los ensayos clínicos. Esta revisión bibliográfica sistemática concluye que para intentar demostrar tal efectividad necesita que estudios aleatorizados o controlados clínicamente.

## Más información
- Datos: Q410215